# تجريبية راديكالية

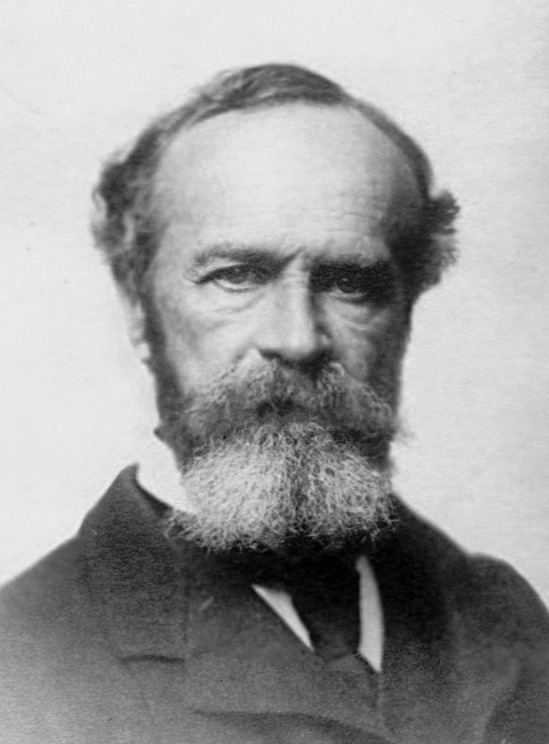

التجريبية الراديكالية هي مذهب براغماتي قدمه ويليام جيمس. يؤكد على أن التجربة تشمل الخصوصيات والعلاقات بين تلك الخصوصيات على حد سواء، وبالتالي فإنهما يستحقان مكانًا في تفسيراتنا. وبشكل واقعي: فإن أي نظرة كونية فلسفية تكون معيبة إذا توقفت عند المستوى المادي وفشلت في شرح كيف من الممكن أن ينشأ المعنى، والقيم والقصدية منه.

## التجريبية الراديكالية
يقول جيمس في معنى الحقيقة أن التجريبية الراديكالية مسلمة، بيان بالواقع والنتيجة. فالمسلمة هي أن «الأشياء التي يمكن مناقشتها بين الفلاسفة يجب أن تكون من الممكن تعريفها في سياق مستخلص من تجربة». أما الواقع فهو تجربتنا التي تتضمن كيانات منفصلة فضلاً عن أنواع مختلفة الاتصالات، فهي ممتلئة بالمعانى والقيم. والنتيجة هي أن نظرتنا الكونية لا تحتاج إلى «دعم توصيلي عبر تجريبي خارجي، ولكنها تمتلك في حد ذاتها بنية متسلسلة أو مستمرة.»

### المسلمة
المسلمة هي البيان الأساسي للطريقة التجريبية: فلا يجب أن تتضمن نظرياتنا أي كيانات فوق طبيعية أو فوق تجريبية. والتجريبية هي نظرية المعرفة التي تؤكد على دور التجربة، والإدراك الحسي بوجه خاص، في تشكيل الأفكار، في حين أنها تسقط من الاعتبار الاستدلال البديهي أو الحدس، أو الوحي. ويقول جيمس بأن الكيانات فوق التجريبية قد تكون موجودة، ولكن الحديث عنها غير مثمر.

### الواقع
بيان جيمس الواقعي هو أن تجربتنا ليست تدفقًا للبيانات، ولكنها عملية معقدة ممتلئة بالمعنى. نحن نرى الأشياء من حيث ما تعنيه لنا ونرى الصلات السببية بين الظواهر. ووفقًا لجيمس، تتميز التجربة بأنها «ذات اتجاهين»: فتتضمن محتوى («بيانات حسية») ومرجعًا، ويحاول التجريبيون تقليل الخبرات إلى الأحاسيس البحتة. وقد كان هذا الوصف «التفصيلي» للتجربة الواعية جزءًا بالفعل من مبادئ علم النفس المهمة التي طرحها جيمس عام 1890، قبل أكثر من عقد من كتابته أولى أطروحاته حول التجريبية الراديكالية.
فهو يختلف خاصة من وجهة النظر التجريبية التقليدية للوك وهيوم، اللذين يريان التجربة من منظور الذرات مثل بقع الألوان والأمواج الصوتية، والتي تكون لا معنى لها بحد ذاتها ويجب تفسيرها بالاستدلال قبل أن نتمكن من التصرف بناءً عليها.

### النتيجة
وصل جيمس إلى نتيجة مفادها أن التجربة مليئة بالاتصالات وأن هذه الاتصالات جزء من واقع التجربة:

## السياق والأهمية
طرح جيمس هذا المبدأ لأنه اعتقد أن التجريبية العادية، المستوحاة من التقدم في العلوم الطبيعية، لديها الميل للتأكيد على «الجزيئات الدوارة» على حساب الصورة الكبرى: العلاقات، والسببية، والمعنى. ويدعي أن كلا العنصرين موجودان بتساو في التجربة وكلاهما يجب تفسيرهما.
فملاحظة أن تمسكنا بالعلم يضعنا في مأزق لم تقتصر على جيمس. حيث يشير بيرتراند راسل إلى المفارقة في تحليل المادة الخاص به (1927): نحن نميل إلى الإدراك العادي للوصول إلى النظريات الطبيعية، إلا أن مثل هذه النظريات تقوض إدراكنا اليومي الغني بالمعنى.
وترتبط التجريبية الراديكالية بالنقاشات حول الواقعية المباشرة في مقابل غير المباشرة بالإضافة إلى نقاشات القرن العشرين المبكرة ضد المثالية للفلاسفة البارزين مثل يوشيا رويس. وهذه هي الطريقة التي فسر بها أصحاب الواقعية الحديثة مثل وليام بيبيريل مونتاج ورالف بارتون بيري جيمس.
فالنتيجة أن نظرتنا الكونية لا تحتاج أي دعم فوق تجريبي مهمة أيضًا في النقاشات حول ملاءمة الأوصاف الطبعانية للمعنى والقصدية، والتي يحاول جيمس تقديمها، فيما يتناقض مع المناهج الظاهراتية أو بعض أشكال الاختزالية التي تدعي أن المعنى وهم.